# Abelardo Vergueiro César
Abelardo Vergueiro César (Espírito Santo do Pinhal, 21 de julho de 1894 — São Paulo, 31 de julho de 1949) foi um político brasileiro. Exerceu o mandatos de deputado federal constituinte por São Paulo em 1934.
Seu pai, Abelardo Cerqueira César, foi deputado e senador entre 1903 e 1930. Além do pai, outro republicano destacado de sua família foi seu tio, Francisco Glicério de Cerqueira Leite, ministro da Agricultura em 1890 e senador de 1902 a 1916.
Se formou na Faculdade de Direito de São Paulo em dezembro de 1917, onde também cursou o doutorado entre 1932 e 1933.
Em 1916, foi um dos fundadores da Liga Nacionalista de São Paulo, da qual se tornou secretário em 1917, e foi criada em torno da campanha em prol do serviço militar obrigatório nas Forças Armadas, instituído em outubro de 1916.
Em 1923, se tornou corretor oficial da Bolsa de Fundos Públicos de São Paulo, da qual virou presidente a partir de 1927.  No mesmo ano, organizou a Bolsa de Fundos Públicos de Porto Alegre a convite do então interventor do Rio Grande do Sul, José Antônio Flores da Cunha.
Em 1932, Vergueiro César fez parte da articulação da Revolução Constitucionalista, patrocinada pela Frente Única Paulista. Em março, visitou o Rio Grande do Sul em busca de apoio de líderes gaúchos para o movimento paulista. No entanto, em 9 de julho Flores da Cunha mostrou apoio ao governo federal. Além disso, foi tenente-coronel do MMDC. Em dezembro de 1932, Vergueiro César fundou a Ação Nacional, uma dissidência do Partido Republicano Paulista.
Em 1933, elegeu-se deputado à Assembleia Nacional Constituinte na legenda da Chapa Única por São Paulo Unido. Durante o mandato, apoiou a reintegração de funcionários afastados de seus cargos em consequência de movimentos revolucionários entre 1930 e 1932. Após a promulgação da nova Carta, teve o mandato prorrogado até maio de 1934.  Reelegeu-se em outubro de 1934 pelo Partido Constitucionalista. Em 1937,  presidiu a Caixa Econômica do Estado de São Paulo e foi relator do parecer da Receita Nacional na Câmara Federal, mas teve o mandato interrompido em novembro com a instalação do Estado Novo.
Também exerceu a carreira de jornalista, sendo diretor do jornal Cidade do Pinhal e um dos fundadores da Folha da Noite, de São Paulo, e da Revista Nacional.
Dá nome a uma rua no Jardim Paulista, a partir da aprovação do DECRETO nº: 8.788 de 22/05/1970.